# Лонг, Шелли
Шелли Ли Лонг (англ. Shelley Lee Long; род. 23 августа 1949) — американская актриса, наиболее известная по роли Дайан Чемберс в популярном комедийном телесериале «Весёлая компания», за которую получила премии «Эмми» и два «Золотых глобуса». Также известна по главным ролям в нескольких популярных кинокомедиях 1980-х годов, таких как «Ночная смена» (1982), «Непримиримые противоречия» (1984), «Долговая яма» (1986), «Бешеные деньги» (1987), «Снова привет» (1987), «Рота Беверли-Хиллз» (1989), а также «Фильм о семейке Брейди» 1995 и двух его сиквелах, и «Доктор Ти и его женщины» (2000).

## Биография
Шелли Лонг родилась в городе Форт-Уэйн, Индиана 23 августа 1949 года. Она начала карьеру как модель, снимаясь для рекламы. После нескольких ролей на телевидении, она дебютировала на большом экране в 1980 году в фильме «Последняя супружеская пара в Америке». Год спустя она снялась в фильме «Пещерный человек».
Лонг добилась первой широкой известности после одной из главных ролей в фильме Рона Ховарда «Ночная смена», который был выпущен в 1982 году. Позже она сыграла главную роль в комедийном фильме «Теряя это», который не был успешен в прокате. В 1982 году она получила главную женскую роль в сериале «Весёлая компания», который принес ей всеобщую известность и множество наград. В перерывах между съемками сезонов сериала она продолжала сниматься в кино, исполняя исключительно главные роли. В 1984 году она была номинирована на премию «Золотой глобус» за роль в фильме «Непримиримые противоречия». Затем последовали успешные в прокате фильмы «Прорва» (1986) с Томом Хэнксом, «Бешеные деньги» (1987) с Бетт Мидлер и «Снова привет» (1987). Ей были предложены главные роли в фильмах «Деловая девушка», «Джек-попрыгун» и «Моя мачеха — инопланетянка», однако она отказалась от них.
В 1987 году Лонг покинула сериал «Весёлая компания». Её уход очень много освещался в прессе. Были слухи, что её уход с телевидения был связан со стремлением сниматься только в кино, однако актриса опровергала это. После её ухода сериал просуществовал ещё пять лет, и Лонг в 1993 году вернулась в него в финале.
После ухода из сериала она сыграла главную роль в умеренно успешном в прокате фильме «Рота Беверли-Хиллз» 1989 года. Год спустя она получила признание критиков за исполнение главной роли в фильме «Голоса внутри: Жизнь Трудди Чейз», о женщине, которая страдает расстройством психики, вследствие чего живёт двадцатью разными жизнями. Позже она снялась в фильмах «Не говорите ей, это я» и «Замороженные активы».
В 1995 году она сыграла в семейной комедии «Фильм о семейке Брейди», который стал успешен в прокате и породил два сиквела: «Семейка Брейди 2» (1996) и «Семейка Брейди в Белом Доме» (2002). С конца девяностых Лонг отошла от карьеры актрисы, занимаясь воспитанием своих детей. В 2000 году она снялась в фильме «Доктор «Т» и его женщины» с Ричардом Гиром. На телевидении она в последние годы в основном появлялась как приглашенная звезда в эпизодах таких сериалов как «8 простых правил для друга моей дочери-подростка», «Юристы Бостона» и «Американская семейка», а также снялась в нескольких телефильмах. Кроме того, она снялась в нескольких независимых кинофильмах.

## Личная жизнь
В 1979 году Лонг встретила Брюса Тайсона. Они поженились в 1981 году и 27 марта 1985 года у них родилась дочь Джулиана.
Лонг и Тайсон разошлись в 2003 году и развелись в 2004 году.
В ноябре 2004 года Лонг попала в больницу после передозировки болеутоляющих.

## Фильмография
| Год       |     | Русское название                                 | Оригинальное название                             | Роль                    |
| --------- | --- | ------------------------------------------------ | ------------------------------------------------- | ----------------------- |
| 1977      | ф   | Ключ                                             | The Key                                           | рассказчица             |
| 1978      | тф  | —                                                | That Thing on ABC                                 | исполнительница         |
| 1978      | с   | Лодка любви                                      | The Love Boat                                     | Хизер Маккензи          |
| 1979      | с   | Семья                                            | Family                                            | Джоан Филлипс           |
| 1979      | тф  | Крекерная фабрика                                | The Cracker Factory                               | Кара                    |
| 1979      | тф  | —                                                | Young Guy Christian                               | Миа Мишуги              |
| 1979      | с   | Охотник Джон                                     | Trapper John, M.D.                                | Лорен                   |
| 1979      | тф  | —                                                | The Dooley Brothers                               | Люси Беннетт            |
| 1980      | с   | МЭШ                                              | M*A*S*H                                           | лейтенант Менденхолл    |
| 1980      | ф   | Маленький круг друзей                            | A Small Circle of Friends                         | Элис                    |
| 1980      | кор | —                                                | Ghost of a Chance                                 | Дженни Клиффорд         |
| 1980      | тф  | —                                                | The Promise of Love                               | Лоррейн                 |
| 1981      | ф   | Пещерный человек                                 | Caveman                                           | Тала                    |
| 1981      | тф  | Принцесса и таксист                              | The Princess and the Cabbie                       | Кэрол                   |
| 1982      | ф   | Ночная смена                                     | Night Shift                                       | Белинда Китон           |
| 1982—1993 | с   | Весёлая компания                                 | Cheers                                            | Дайан Чемберс           |
| 1983      | ф   | Теряя это                                        | Losin' It                                         | Кэти                    |
| 1984      | ф   | Непримиримые противоречия                        | Irreconcilable Differences                        | Люси Ван Паттен Бродски |
| 1986      | ф   | Долговая яма                                     | The Money Pit                                     | Анна Краули             |
| 1987      | ф   | Бешеные деньги                                   | Outrageous Fortune                                | Лорен                   |
| 1987      | ф   | Снова привет                                     | Hello Again                                       | Люси Чедмен             |
| 1989      | ф   | Рота Беверли-Хиллз                               | Troop Beverly Hills                               | Филлис Нефлер           |
| 1990      | тф  | Голоса                                           | Voices Within: The Lives of Truddi Chase          | Трудди Чейз             |
| 1990      | ф   | Не говори ей, что это я                          | Don’t Tell Her It’s Me                            | Лиззи Поттс             |
| 1992      | ф   | Замороженные вклады                              | Frozen Assets                                     | доктор Грейс Мёрдок     |
| 1992      | тф  | Роковые воспоминания                             | Fatal Memories                                    | Айлин Франклин Липскер  |
| 1992      | тф  | —                                                | A Message from Holly                              | Кейт                    |
| 1993      | тф  | —                                                | Basic Values: Sex, Shock & Censorship in the 90’s | Фэй Саммерфилд          |
| 1993      | с   | Ночные истории Шелли Дюваль                      | Shelley Duvall’s Bedtime Stories                  | рассказчица             |
| 1993—1994 | с   | —                                                | Good Advice                                       | Сьюзан Дерузза          |
| 1994      | тф  | —                                                | Count on Me                                       | н/д                     |
| 1994      | тф  | —                                                | The Women of Spring Break                         | Энн                     |
| 1994—2001 | с   | Фрейзер                                          | Frasier                                           | Дайан Чемберс           |
| 1995      | ф   | Фильм о семейке Брейди                           | The Brady Bunch Movie                             | Кэрол Брейди            |
| 1995      | тф  | Чумовая пятница                                  | Freaky Friday                                     | Эллен Эндрюс            |
| 1995      | с   | Лоис и Кларк: Новые приключения Супермена        | Lois & Clark: The New Adventures of Superman      | Люсиль Ньютрих          |
| 1995—1996 | с   | Мерфи Браун                                      | Murphy Brown                                      | Дотти Уилкокс           |
| 1996      | мс  | Жизнь с Луи                                      | Life with Louie                                   | Салли Таббс             |
| 1996      | ф   | Семейка Брейди 2                                 | A Very Brady Sequel                               | Кэрол Брейди            |
| 1996      | с   | —                                                | Boston Common                                     | Луис Холмс              |
| 1996      | тф  | Такое неожиданное Рождество                      | A Different Kind of Christmas                     | Элизабет Гейтс          |
| 1996      | тф  | Сьюзи Кью                                        | Susie Q                                           | Пенни Сендс             |
| 1996      | в   | —                                                | Home                                              | н/д                     |
| 1998      | с   | Сабрина — маленькая ведьма                       | Sabrina, the Teenage Witch                        | злая ведьма             |
| 1998      | с   | —                                                | Kelly Kelly                                       | Келли Новак             |
| 1998      | с   | Диагноз: убийство                                | Diagnosis: Murder                                 | Кей Ладлоу              |
| 1998      | ф   | Приключения Рэгтайма                             | The Adventures of Ragtime                         | Сэм                     |
| 1999      | тф  | Исчезнувшая                                      | Vanished Without a Trace                          | Элизабет Портерсон      |
| 1999      | с   | Куриный бульон для души                          | Chicken Soup for the Soul                         | учительница             |
| 1999      | мф  | Рождественские колокольчики                      | Jingle Bells                                      | мама                    |
| 2000      | с   | Попрошайки и выборщики                           | Beggars and Choosers                              | Памела Марстон          |
| 2000      | ф   | Доктор Ти и его женщины                          | Dr. T & the Women                                 | Кэролин                 |
| 2002      | тф  | Семейка Брейди в Белом Доме                      | The Brady Bunch in the White House                | Кэрол Брейди            |
| 2002      | тф  | —                                                | The Santa Trap                                    | Молли Эмерсон           |
| 2003      | с   | 8 простых правил для друга моей дочери-подростка | 8 Simple Rules for Dating My Teenage Daughter     | Мэри Эллен Дойл         |
| 2003      | с   | Сильное лекарство                                | Strong Medicine                                   | Лорен Чейз              |
| 2004      | с   | Новая Жанна д’Арк                                | Joan of Arcadia                                   | мисс Кэнди              |
| 2004—2005 | с   | Настоящие дикари                                 | Complete Savages                                  | Джуди                   |
| 2005      | с   | Юристы Бостона                                   | Boston Legal                                      | Мириам Уотсон           |
| 2005      | с   | Да, дорогая!                                     | Yes, Dear                                         | Маргарет                |
| 2006      | тф  | Как полюбить соседку                             | Falling in Love with the Girl Next Door           | Бетси Лукас             |
| 2006      | ф   | Медовый месяц с мамой                            | Honeymoon with Mom                                | Мария                   |
| 2007      | ф   | Доверься мне                                     | Trust Me                                          | Митзи Робинсон          |
| 2007      | ф   | —                                                | A Couple of White Chicks at the Hairdresser       | Барбара                 |
| 2008      | кор | —                                                | Mr. Vinegar and the Curse                         | мисс Персникети         |
| 2009      | тф  | —                                                | Ice Dreams                                        | Харриет Клейтон         |
| 2009—2018 | мс  | Американская семейка                             | Modern Family                                     | Диди Притчетт           |
| 2010      | мс  | Гриффины                                         | Family Guy                                        | Кэрол Брейди            |
| 2011      | с   | В 35 — на пенсию                                 | Retired at 35                                     | Джинни                  |
| 2011      | с   | Высший класс                                     | A.N.T. Farm                                       | миссис Басби            |
| 2011      | тф  | Помолвка на праздниках                           | Holiday Engagement                                | Мередит Бернс           |
| 2011      | ф   | Человек-пицца                                    | Pizza Man                                         | миссис Бернс            |
| 2012      | с   | Их перепутали в роддоме                          | Switched at Birth                                 | Риа Беллоуз             |
| 2012      | ф   | Зомби-Гамлет                                     | Zombie Hamlet                                     | Шайн Рейнольдс          |
| 2012      | тф  | Клубничное лето                                  | Strawberry Summer                                 | Айлин Лэндон            |
| 2012      | ф   | Смерть свадебного свидетеля                      | Best Man Down                                     | Гейл                    |
| 2012      | тф  | Пёс, который спас каникулы                       | The Dog Who Saved the Holidays                    | тётя Барбара            |
| 2012      | тф  | —                                                | Merry In-Laws                                     | миссис Клаус            |
| 2013      | ф   | —                                                | The Wedding Chapel                                | Джини Робертсон         |
| 2013      | тф  | Поездка на каникулах                             | Holiday Road Trip                                 | Синтия                  |
| 2014      | ф   | Вопрос времени                                   | A Matter of Time                                  | Нона                    |
| 2015      | с   | Мачеха                                           | Instant Mom                                       | н/д                     |
| 2017      | ф   | Разного поля ягоды                               | Different Flowers                                 | бабуля Милдред          |
| 2017      | тф  | —                                                | Christmas in the Heartland                        | Джуди Уилкинс           |
| 2017—2018 | мс  | Закон Мёрфи                                      | Milo Murphy’s Law                                 | бабушка Мёрфи           |

## Награды и номинации
| Год  | Награда                      | Категория                                                             | Название работы           | Результат |
| ---- | ---------------------------- | --------------------------------------------------------------------- | ------------------------- | --------- |
| 1983 | Золотой глобус               | Лучшая актриса второго плана мини-сериала, телесериала или телефильма | Весёлая компания          | Победа    |
| 1984 | Золотой глобус               | Лучшая актриса в телесериале — комедия или мюзикл                     | Весёлая компания          | Номинация |
| 1985 | Золотой глобус               | Лучшая актриса в телесериале — комедия или мюзикл                     | Весёлая компания          | Победа    |
| 1985 | Золотой глобус               | Лучшая актриса в комедии или мюзикле                                  | Непримиримые противоречия | Номинация |
| 1983 | Прайм-таймовая премия «Эмми» | Лучшая актриса в комедийном телесериале                               | Весёлая компания          | Победа    |
| 1984 | Прайм-таймовая премия «Эмми» | Лучшая актриса в комедийном телесериале                               | Весёлая компания          | Номинация |
| 1985 | Прайм-таймовая премия «Эмми» | Лучшая актриса в комедийном телесериале                               | Весёлая компания          | Номинация |
| 1986 | Прайм-таймовая премия «Эмми» | Лучшая актриса в комедийном телесериале                               | Весёлая компания          | Номинация |
| 1993 | Прайм-таймовая премия «Эмми» | Лучшая приглашённая актриса в комедийном телесериале                  | Весёлая компания          | Номинация |
| 1996 | Прайм-таймовая премия «Эмми» | Лучшая приглашённая актриса в комедийном телесериале                  | Фрейзер                   | Номинация |
| 1984 | People’s Choice Awards       | Любимая комедийная актриса на ТВ                                      | Весёлая компания          | Номинация |
| 1985 | People’s Choice Awards       | Любимая комедийная актриса на ТВ                                      | Весёлая компания          | Номинация |